# Ex falso quodlibet
Ex falso quodlibet (från falskhet följer vad som helst) innebär inom klassisk logik att vilket uttryck som helst kan bevisas följa av en motsägelse.
Man kan föreställa sig följande två premisser: drottningen är rik, och drottningen är inte rik. Slutsatsen är att grisar kan flyga. Logiskt sett är argumentationen helt giltig:
1. Uttrycket "drottningen är rik" har sanningsvärdet sant.
2. Därav följer att premissen "drottningen är rik" eller "grisar kan flyga" också måste vara sann, eftersom den första delen är sann.
3. Skulle det vara så att "drottningen är inte rik" (som också nu är sant) måste grisar kunna flyga, annars skulle den andra premissen falla.

Därmed har det bevisats att grisar kan flyga. Notera dock att samma logik kan användas för att bevisa att grisar inte kan flyga.
Definitionen av ett giltigt argument är inom logik att om premisserna är sanna måste också slutsatsen vara sann. Detta går också att uttrycka som att det inte finns någon möjlig situation där samtliga premisser i argumentet är sanna, men där slutsatsen är falsk. Båda premisserna i argumentet kan omöjligen vara sanna samtidigt – drottningen kan inte i samma situation både vara rik och inte vara rik – och därmed följer att det är omöjligt för premisserna att vara sanna samtidigt som slutsatsen är falsk.